# 尼僧物語
『尼僧物語』（にそうものがたり、The Nun's Story）は、1959年のアメリカ映画。監督フレッド・ジンネマン、主演オードリー・ヘプバーン。
修道院に入りカトリックの教えに従い良き尼僧であろうとするものの、心の葛藤が捨てきれず還俗するまでの17年間の尼僧の物語を描く、キャスリン・ヒュウム（Kathryn Hulme）による同名小説（原題：The Nun's Story）の映画化作品である。実在のマリー＝ルイーズ・アベの半生が描かれている。

## あらすじ
ベルギーに住む有名な医者バン・デル・マル博士の娘であるガブリエルは尼僧になる決意をし、家を出た。恋人への思いも断ち切り、修道院入りする。
修道院で志願者となったガブリエルは修道女の戒律を学び、五日後には修道志願女となり数ヶ月に及ぶ厳しい戒律生活に身を投じる。戒律と懺悔の日々。あまりの厳しさに脱落していく志願女がいる中、ガブリエルは見習い尼になる。その前夜、髪を短く刈られ、またそれまで自分と俗世との唯一のつながりであった、恋人から贈られた金飾りのついたペンを投げ捨てた。俗世との完全な別離の瞬間であった。ガブリエルはシスター・ルークという名を与えられ、正式の尼僧になるべく修行を続ける。
医学の訓練中、素晴らしい成績だったにもかかわらず、修道院へ入る以前から熱望していたベルギー領コンゴ（当時）への派遣は叶わず、ベルギーの精神病院に派遣される。が、そこでも惜しみなく努力を続け、ついに念願のベルギー領コンゴへの派遣が決まる。
ベルギー領コンゴで彼女に与えられた仕事は、外科医フォルテュナティの助手であった。彼は医者としての腕は天才的だが、大変世俗的な無神論者で、神に仕える身のシスター・ルークを常にからかった。だが、医者である父親の元で医療技術を学んだシスター・ルークの的確な仕事振りには信頼を置いており、また彼女もフォルテュナティの手腕は買っていた。
ある日シスター・ルークは自分が結核に冒されている事に気付く。彼女から相談を受けたフォルテュナティは自分が面倒を見、必ず治癒出来ると約束する。そして彼女に対し「君はいくら努力しても尼僧になり切れる人ではない。君は世俗的だ。世間の人間や患者達にとっては理想的だが、修道院が期待している様な尼僧にはなれない。」と印象的な言葉を告げる。
フォルテュナティや人々の愛情のおかげで病状は回復するが、シスター・ルークは再びベルギーに呼び戻される。次はオランダとの国境に近い病院に派遣されるが、戦争が始まり中立国のベルギーに対してドイツ軍は砲撃を加える。しかし常に尼僧は全てに対して慈悲の心を持たなければならず、ベルギー降伏後も、尼僧は地下運動に参加してはならぬ、と厳重にいましめられる。同胞を敵の手から守りたい思いに駆られ、シスター・ルークは苦しんだ。
そんな最中、彼女の父が機関銃の噴射で殺されたとの一報を受け取り、思いは一気に加速、葛藤の末、遂に決断する。
敵への憎しみを抑える事が出来ない。憎しみに満ちた胸に十字架をかけ続ける事は出来ない。彼女はマザー・エマニュエルに全てを語り、自分の還俗を申し出る。
尼僧の衣を脱ぎ、平服に着替えて、修道院に別れを告げて、ガブリエルは祖国・ベルギーと同胞への思いを胸に、俗世間に帰っていくのだった。

## キャスト
| 役名                                           | 俳優                       | 日本語吹替                          | 日本語吹替                                 |
| 役名                                           | 俳優                       | NHK版                               | NETテレビ版                                |
| ---------------------------------------------- | -------------------------- | ----------------------------------- | ------------------------------------------ |
| シスター・ルーク/ ガブリエル・バン・デル・マル | オードリー・ヘプバーン     | 二階堂有希子                        | 池田昌子                                   |
| フォルテュナティ博士                           | ピーター・フィンチ         | 宮部昭夫                            | 羽佐間道夫                                 |
| マザー・エマニュエル                           | イーディス・エヴァンス     | 北原文枝                            | 鈴木光枝                                   |
| マザー・マチルダ                               | ペギー・アシュクロフト     |                                     | 瀬能礼子                                   |
| バン・デル・マル博士                           | ディーン・ジャガー         | 高橋正夫                            | 宮川洋一                                   |
| シスター・マルガリータ                         | ミルドレッド・ダノック     |                                     | 稲葉まつ子                                 |
| マザー・クリストフ                             | ビアトリス・ストレイト     |                                     | 北浜晴子                                   |
| シスター・ウィリアム                           | パトリシア・コリンジ       |                                     | 中島喜美栄                                 |
| シスター・エレノア                             | ロザリー・クラッチェリー   |                                     |                                            |
| マザー・マルセラ                               | ルース・ホワイト           |                                     |                                            |
| マザー・ディディマ                             | バーバラ・オニール         |                                     |                                            |
| シスター・ポーリン                             | マーガレット・フィリップス |                                     |                                            |
| シモーヌ                                       | パトリシア・ボスワース     |                                     |                                            |
| 大天使ガブリエル                               | コリーン・デューハースト   |                                     | 大方斐紗子                                 |
| アンドレ神父                                   | フランシス・デイミア       |                                     | 徳丸完                                     |
| グーバーツ博士                                 | ライオネル・ジェフリーズ   |                                     |                                            |
| フェルミューレン司教                           | ナイアル・マクギニス       |                                     | 加藤正之                                   |
| シスター・マリー                               | エヴァ・コットハウス       |                                     | 朝井真子                                   |
| シスター・オーガスティン                       | モリイ・アークハート       |                                     |                                            |
| シスター・オーレリー                           | ドロシー・アリソン         |                                     | 大方斐紗子                                 |
| ルイーズ                                       | ジャネット・スターク       |                                     | 吉田理保子                                 |
| イルンガ                                       | エロール・ジョン           |                                     | 仲木隆司                                   |
| リサ                                           | ダイアナ・ランバート       |                                     | 此島愛子                                   |
| カルル                                         | オーランド・マーティンズ   |                                     |                                            |
| シスター・エレン                               | ダラ・ギャビン             |                                     | 吉田理保子                                 |
| 不明 その他                                    |                            |                                     | 若本紀夫                                   |
|                                                |                            |                                     |                                            |
| 演出                                           | 演出                       |                                     | 中村昌記                                   |
| 翻訳                                           | 翻訳                       |                                     | 宇津木道子                                 |
| 効果                                           | 効果                       |                                     | 大野義信                                   |
| 調整                                           | 調整                       |                                     | 山田実                                     |
| 制作                                           | 制作                       |                                     | 有村放送プロモーション                     |
| 解説                                           | 解説                       |                                     | 淀川長治                                   |
| 初回放送                                       | 初回放送                   | 1969年1月3日 『劇映画』 13:00-15:28 | 1974年4月21日 『日曜洋画劇場』 21:00-23:00 |

- NETテレビ版吹替はDVD収録・約95分

## スタッフ
- 監督：フレッド・ジンネマン
- 製作：ヘンリー・ブランク（英語版）
- 原作：キャスリン・ヒュウム（英語版）
- 脚本：ロバート・アンダーソン（英語版）
- 撮影：フランツ・プラナー（英語版）
- 美術：アレクサンドル・トローネル
- 編集：ウォルター・トンプソン（英語版）
- 音楽：フランツ・ワックスマン
- 衣装：マジョリー・ベスト（英語版）
- 第二班監督：サム・ゼバー
- ヘアスタイリスト：グラツィア・デ・ロッシ
- メイク：アルベルト・デ・ロッシ

## 製作

### 原作
原作者キャスリン・ヒュウムは1945年、UNRRAの看護師としてシェルブール近郊で敗戦国ドイツの強制収容所に住む難民を援助する仕事にたずさわっていた。そこでマリー＝ルイーズ・アベと知り合い、ドイツの収容所に移ってからは一緒に仕事をするようになった。ヒュウムは、他の看護師たちが休暇を取っている時でも、アベは心血を注いで人の二倍働いているのを見た。ある日ヒュウムは「あなたは聖者だわ、マリー＝ルー」と言うと、アベはひどく狼狽して「そんな呼び方をするなんて見当違いだ」と述べ、「私はかつて尼僧でした。でも誓いを破った尼僧よ」と打ち明けた。ヒュウムはもっと詳しく話してくれるように頼んだ。やがて二人は親密な友人同士になり、ヒュウムは『尼僧物語』を書くことになった。原作は1956年に出版され、欧米でベストセラーになった。映画製作が始まった時点で300万部売れ、12ヶ国語に翻訳されていた。日本語にも翻訳されている。

### 映画化とヘプバーン
ゲイリー・クーパーが、興味を持つだろうとフレッド・ジンネマンに原作を送り、ジンネマンはこの女性の良心に関する大きな問題をドラマ化するというアイディアに引き込まれていった。しかし「どうやって尼僧になるかというドキュメンタリーを誰が見に来るのか」と、どの撮影所からも支持されなかった。ところが夫のメル・ファーラーとエージェントに勧められたオードリー・ヘプバーンがそれを演じたいと言い出すと、突然撮影所は熱烈な興味を示すようになった。ジンネマンはヘプバーンに関して「その当時、オードリーのように光り輝くスターはいなかった。彼女は内気で知的な女性だった。繊細に見えるが、顎の線に頑固な意志を示す不屈さが見てとれた。私は彼女なら理想的だと思った。そして現在ではみんなそう思っている。」と語っている。
同時期にヘプバーンには『緑の館』製作の話が出ていたため、1957年の春いっぱいメル・ファーラーと製作のドロシー・キングスレイとMGMの幹部の間では『緑の館』についての話し合いが、ジンネマンとヘプバーンと製作のヘンリー・ブランク、脚本のロバート・アンダーソンの間では『尼僧物語』の話し合いが持たれていた。

### カトリック教会との調整
ワーナー・ブラザースが映画の製作費を出すことになったが、この映画はローマ・カトリック教会とその多くの信者に不快感を抱かせるおそれがあった。誓いを立てた尼僧が17年後に修道会を離れるという事実は、新しい尼僧募集にマイナスであった。さらに誓いを破った自分の体験で金を得た尼僧に対し一般的な非難が集まっており、ヒュウムの原作は先輩尼僧の足元にする口づけや鞭打ちの描写、謙遜を学ぶために試験に落第するように命令される場面などは物議の的になっていた。その否定的な結末は全ての尼僧たちを侮辱するものだと非難する聖職者もいた。当時のカトリック教会は、まだ1行のセリフを理由に製作費数百万ドルの大作を製作中止に追い込むだけの力を持っていた。
カトリック教会の協力を要請するすべての映画会社は、カトリックの映画オフィスと接触せねばならず、彼らは手助けする人物（しばしばドミニコ会の司祭）を任命してきたが、ドミニコ会は教義に厳格で、あまり柔軟性がなかった。彼らは撮影台本を徹底的にチェックし、セリフを1つ1つ取り上げて反対した。例えば「尼僧の生活とは自然に逆らった生活」というイーディス・エヴァンスのセリフは、「そんな風に言ってはいけない。『自然を超越した生活』と言わなければならない。」と言ってきた。このたった1つのセリフだけで2時間以上議論が続けられた。これを聞きつけたイエズス会の顧問が「『多くの点で自然に逆らった』と言えば？」と助言し、脚本は進展して行った。
ベルギーのガンにある原作の舞台となった修道院では映画と関わりを持ちたがらなかった。映画が多くの尼僧の記憶に残っているスキャンダルを暴き立てるのでは、と心配していた。最初に内部を見学させて欲しいと頼んだ時には日々の礼拝は見せてもらえず、修道院の生活はまるで駄目であった。しかし最終的にはイエズス会修道士とアウグスティノ修道会士に助けられ、警戒は信頼に変わり、最大限の援助を受けることができた。ジンネマンは多くの尼僧と長く話し合うことを許可され、あらゆる主題について話し合った。多くの尼僧が同意したように思えたことは、尼僧がたてなければならない3つの誓い（貧困、純潔、服従）の中で最も守るのが難しいことは最後だということであった。自分自身の意思から超越することは最も困難で、これがシスター・ルークにとって最大の問題で、最後は疑問を抱かず即座に服従することの戦いに敗れてしまう。これが彼女が尼僧として失敗した理由であった。
ジンネマンはスタッフ・キャストにはカトリック信者を使わないようにした。敬虔な信者の感情的な関わりをなくし、作品への客観的なアプローチが必要だからであった。

### 役作り
ヘプバーンは撮影前にマリー＝ルイーズ・アベとキャスリン・ヒュウムに会っているが、公開時の宣伝資料では一言も発せなかったとなっている。が、実際は親しく語り合い、尼僧としての習慣、尼僧服の着方や十字架への正しいキスの仕方、路面電車の乗り降りの仕方など細部のありとあらゆることを学んだ、と映画会社の資料に残っている。またヘプバーンはアベから外科的な技術も学び、顕微鏡などの医療器具の使い方を学び、いくつかの病院で手術の見学もした。
1957年9月にはフォルチュナティ医師の配役について議論が交わされた。まずジェラール・フィリップに打診されたが、役が小さすぎると言って断られた。イブ・モンタンはヘプバーンよりも高額の出演料を要求してきた。ジャック・ホーキンスはヘプバーンも推していたが都合がつかなかった。結局妥当な出演料のピーター・フィンチに落ち着いた。
フランスの修道会のひとつが主要女優それぞれが数日間修道院で過ごし、朝5時半の最初の祈祷から始まる1日のすべての儀式に参加できる許可を出してくれた。オードリー・ヘプバーン、イーディス・エヴァンス、ペギー・アシュクロフト、さらにセリフのある尼僧役の女優は、この映画で演じるためにそれぞれ別々の修道院で数日間の修行を行った。1958年の1月のパリは冬の寒さが厳しく、監督が朝10時に修道院を巡回するとみな暖房の無い修道院で寒さで震えていたが、自分たちが参加したものに魅せられて、キャラクターの準備をするための方法に感動していた。
イーディス・エヴァンスは「彼女の背中は自分が座っている椅子の背に決して触れなかった」という原作の1フレーズから修道院長のキャラクターを作った。彼女は椅子と自分の背中に隙間を空けるためにいつも上体をまっすぐに伸ばしており、その身体的な特徴だけで尼僧院長の性格を描き出している。

### プリプロダクション
撮影は製作の本拠地をローマに置き、当時ベルギー領コンゴだったスタンレーヴィルでロケが行われた。さらにベルギーの戸外の場面はブルージュで行われた。ヘプバーンは撮影は彼女の初期の作品を撮ったフランツ・プラナー、メイキャップにはアルベルト・デ・ロッシ、ヘアメイクにはグラツィア・デ・ロッシを推した。グラツィアはヘプバーンの髪（実はカツラ）を切る尼僧の役でも登場している。ジンネマン監督はヨーロッパの部分を白黒で、ベルギー領コンゴに着いた時には強烈なカラーで撮りたがっていたが、ジャック・L・ワーナーがそれはトリッキーで、興行成績にも良くない影響を与えると拒否した。結局ヨーロッパの部分は落ち着いたカラーで撮ることになった。尼僧の白と黒の衣服もその手助けとなっていた。尼僧の生活の宗教的な様式と世俗的な世界、これらの相反する2つのものを印象的に撮影するには、ハリウッドでも最高の技術者であるフランツ・プラナーでなければできないことだったと言われている。

### 撮影
出演する尼僧役の出演者は全員撮影開始2週間前から日に当たることを禁止され、アルベルト・デ・ロッシが肌と唇の白さを強調するメイクを施した。ブルージュとコンゴの前に、ローマのチネチッタ撮影所に移り、そこではアレクサンドル・トローネルがベルギーのガンの修道院に基づいたリアルな修道院と聖堂のセットで撮影された。本物の尼僧が使えないので、多人数が参加する儀式ではローマ・オペラ座のバレエ団から20名のダンサーを借り、列を作り、膝まづき、頭を下げ、ひれ伏す動作を合図に従って一斉に行った。アップで写る尼僧は、人格の滲み出た個性のある顔が欲しかったため、貴族階級から選ばれた。多数の王女や伯爵夫人らがロールス・ロイスやメルセデス・ベンツで朝の5時にやってきた。彼女たちは報酬を慈善事業に寄付している。
撮影はコンゴに移ったが、涼しい日でも気温が38度以上あり、湿度も信じられないほど高いコンゴでヘプバーンが要求した唯一のものはエアコンであった。ただちにバーバンクのワーナー・ブラザースの撮影所から送られてきたが、部屋はまるで異常高温の沼にでも踏み込んだようであった。調べてみると、それは加湿器だった。
映画の尼僧たちは自分たちでメイキャップ・ボックスを運び、撮影の合間には煙草を吸っていた。撮影を見にきていたコンゴの地元民たちは自分たちの目が信じられなかった。誰かが「彼女たちはアメリカ人の尼僧だから」と言うと、地元民たちは「ああそうか、それでわかったよ。」と言っていた。
脚本には、3人の男がどしゃ降りの雨の中で川にはまり込み、川は激しく流れ急速に水量が増してきており、川の縁に並んだ人々がどうすることもできないうちに3人はゆっくりと砂と泥の中に消えていく、というシーンがあった（原作にもあり）。渋るジャック・ワーナーを説得し、4万ドルをかけ、川にリフトを作りウィンドマシンを設置し、撮影前日にリハーサルを行っていたが、翌日には川の水位が急激に下がり、金網とセメントが見えてしまっていた。結局そのシーンは撮影されなかった。前日のリハーサルの様子は、写真集やレーザーディスクの2つ折りジャケットの内側に掲載されている。
1958年3月にコンゴでの撮影は終わり、ローマに戻ったが、ヘプバーンは体調に異変を感じていた。22日には撮影から抜け出し、医者を訪ねなければならなくなった。その夜は8時まで頑張って仕事を続けたが、とうとう痛みに我慢できなくなり、23日はホテルで一日中休んでいた。明けて24日になった深夜には猛烈な痛みで汗びっしょりになりながら身をよじってベッドから落ちてしまった。1階下のジンネマン監督夫妻を起こしたくなかったため、ホテルの医者に電話し、痛み止めを打ってもらった。翌朝病院へ行くと腎臓結石と診断され、絶対安静となった。夫のメル・ファーラーや母のエラ、異父兄のイアンらがヘプバーンの看病でそばにいるためにやってきた。イアンはガブリエルが修道院に入る前のフィアンセ役として写真に登場している。手術を避けるために薬で治療したが、幸いにも4月には結石も消え、症状も山を越えたのでヘプバーンはセットに復帰した。
6か月間の長期撮影を終え、1958年6月25日、ベルギーのロケで主要シーンの撮影は終了した。

### 音楽
ジンネマン監督は知らなかったが、音楽を作曲したフランツ・ワックスマンはカトリック教会が大嫌いだった。まるで『モンテ・クリスト伯』の地下牢の音楽のようだと思ったジンネマン監督は、ワックスマンの音楽をあまり使わないことに決めた。ワックスマンは激怒し、ジャック・L・ワーナーに文句を言った。論争は主にラストシーンを無音で描きたいと言うジンネマン監督の希望に集中した。ジャック・L・ワーナーに「なぜラストシーンで音楽を使わないのだね？」と聞かれたジンネマンが「なぜあなたは音楽を使いたいのですか？」と切り返すと、「ワーナー・ブラザースの映画は全て最後に音楽があるからだ」と言われた。ジンネマンは、「もし楽しい音楽を使えば、ワーナー・ブラザースは尼僧が修道院を出て行くのを祝っていると思われるでしょう。もし音楽が重苦しかったら、観客は気が滅入るでしょう。どうやって観客の心を掴むのかわかりませんね」と答えた。ヘプバーンは沈黙の中で退場を許された。

### 公開
上映時間が4時間近くあった試写会では、マリー＝ルイーズ・アベとキャスリン・ヒュウムも映画を見たが、感極まったアベは「圧倒的でした。もう一度見たら、尼僧院へ戻ってしまいそうです。」と述べている。
ワーナー・ブラザースは「長すぎる、暗すぎる、ドラマ性に乏しい」と全く満足しておらず、「多分オードリーということで、幾人かは引っ張って来れるだろう。」と映画はコケると思われていた。1959年7月18日、ニューヨーク・プレミアは客席が何層もある巨大な劇場であったラジオシティ・ミュージックホールで行われることになっていた。当時は映画の製作者のためにホールの総支配人がカクテル・パーティーを開く習慣があったが、まるで通夜のようであった。ところが、誰かが窓から外を見て、「見ろ、外に長い行列ができているぞ！」と大声をあげると、一瞬でムードが変わった。まだ開場前であったが、歩道に沿って見たこともない列が出来上がり、劇場のある区画の角までずっと伸びてさらに曲がっていた。製作費は当時は高額な350万ドルであったが、ワーナー映画としては史上最高の興行収入をあげ、その数倍の金額を取り戻した。
『尼僧物語』は圧倒的な評価を受け、作品賞、監督賞、主演女優賞などアカデミー賞8部門にノミネートされたが、同年の『ベン・ハー』が賞を総なめにしたため、結局1つも受賞できなかった。オードリー・ヘプバーンは3度目の主演女優賞候補であったが、『去年の夏 突然に』でキャサリン・ヘプバーンも候補であった。2人のヘプバーンは『年上の女』のシモーヌ・シニョレに敗れた。

## エピソード
- 修道院長のイーディス・エヴァンスの助手で、彼女の身長に合った背の高い尼僧が必要であったが、その役はジンネマン監督の妻であるレネー・バートレットが演じている[28]。
- フレッド・ジンネマン監督は、その自伝で「私はオードリー以上に鍛錬され優雅で自分の仕事に献身的な人に会ったことがない」と語っている[41][11]。
- ベルギー領コンゴへのロケ撮影には原地の修道会から多大な支援を受けた[58]。彼らの平穏さと目的意識の固さと献身はジンネマン監督に畏敬の念を起こさせたほどであった[79]。だがその翌年にコンゴで独立革命があり、その混乱の中でこれらの人々の多くが殺害された[79]。
- オードリー・ヘプバーンは『許されざる者』(1960年) 撮影中に落馬し骨折したが、その際にヘプバーンの専任介護に当たったのが他ならぬマリー＝ルイーズ・アベだった[80][81][82]。

## 賞歴
| 賞                                   | 部門                                    | 対象                   | 結果       |
| ------------------------------------ | --------------------------------------- | ---------------------- | ---------- |
| アカデミー賞                         | 作品賞                                  | ヘンリー・ブランク     | ノミネート |
| アカデミー賞                         | 監督賞                                  | フレッド・ジンネマン   | ノミネート |
| アカデミー賞                         | 主演女優賞                              | オードリー・ヘプバーン | ノミネート |
| アカデミー賞                         | 脚色賞                                  | ロバート・アンダーソン | ノミネート |
| アカデミー賞                         | 作曲賞                                  | フランツ・ワックスマン | ノミネート |
| アカデミー賞                         | 撮影賞                                  | フランツ・プラナー     | ノミネート |
| アカデミー賞                         | 音響賞                                  | ジョージ・グローヴス   | ノミネート |
| アカデミー賞                         | 編集賞                                  | ウォルター・トンプソン | ノミネート |
| ゴールデングローブ賞                 | 作品賞（ドラマ部門）                    | N/A                    | ノミネート |
| ゴールデングローブ賞                 | 監督賞                                  | フレッド・ジンネマン   | ノミネート |
| ゴールデングローブ賞                 | 主演女優賞（ドラマ部門）                | オードリー・ヘプバーン | ノミネート |
| ゴールデングローブ賞                 | 助演女優賞                              | イーディス・エヴァンス | ノミネート |
| ゴールデングローブ賞                 | 国際賞                                  | N/A                    | ノミネート |
| ゴールデングローブ賞                 | 特別業績賞                              | N/A                    | 受賞       |
| 英国アカデミー賞                     | 主演女優賞                              | オードリー・ヘプバーン | 受賞       |
| 英国アカデミー賞                     | 作品賞                                  | フレッド・ジンネマン   | ノミネート |
| 英国アカデミー賞                     | 英国男優賞                              | ピーター・フィンチ     | ノミネート |
| 英国アカデミー賞                     | 英国女優賞                              | ペギー・アシュクロフト | ノミネート |
| 英国アカデミー賞                     | 国際連合賞                              | フレッド・ジンネマン   | ノミネート |
| ニューヨーク批評家協会賞             | 監督賞                                  | フレッド・ジンネマン   | 受賞       |
| ニューヨーク批評家協会賞             | 主演女優賞                              | オードリー・ヘプバーン | 受賞       |
| サン・セバスティアン国際映画祭       | 最優秀作品賞 （ゴールデン・シーシェル） | フレッド・ジンネマン   | 受賞       |
| サン・セバスティアン国際映画祭       | 主演女優賞                              | オードリー・ヘプバーン | 受賞       |
| ダヴィッド・ディ・ドナテッロ賞       | 主演女優賞                              | オードリー・ヘプバーン | 受賞       |
| ローレル賞                           | 作品賞（ドラマ部門）                    | N/A                    | 3rd place  |
| ローレル賞                           | 監督賞                                  | フレッド・ジンネマン   | 2nd place  |
| ローレル賞                           | 主演女優賞（ドラマ部門）                | オードリー・ヘプバーン | 2nd place  |
| ローレル賞                           | 音楽賞                                  | フランツ・ワックスマン | 3rd place  |
| ナショナル・ボード・オブ・レビュー賞 | 作品賞                                  | N/A                    | 受賞       |
| ナショナル・ボード・オブ・レビュー賞 | 監督賞                                  | フレッド・ジンネマン   | 受賞       |
| ナショナル・ボード・オブ・レビュー賞 | 助演女優賞                              | イーディス・エヴァンス | 受賞       |
| ナショナル・ボード・オブ・レビュー賞 | トップ10フィルム                        | N/A                    | 受賞       |
| 全米監督協会賞                       | 長編映画監督賞                          | フレッド・ジンネマン   | ノミネート |
| 全米脚本家組合賞                     | 作品賞（ドラマ部門）                    | ロバート・アンダーソン | ノミネート |
| グラミー賞                           | 映画音楽賞                              | フランツ・ワックスマン | ノミネート |
| フィルム・デイリー紙                 | 最優秀主演女優賞                        | オードリー・ヘプバーン | 受賞       |